# Rita da Cascia
Rita da Cascia, al secolo Margherita Lotti (Roccaporena, 1381 – Cascia, 22 maggio 1457), è stata una religiosa italiana del monastero agostiniano di Santa Maria Maddalena. Beatificata da papa Urbano VIII nel 1626, è stata canonizzata da papa Leone XIII nel 1900.

## Agiografia
Molta parte della vita di Rita risulta oscura dal punto di vista della documentazione storica. Tra le pochissime fonti più o meno coeve, si annoverano l'iscrizione e le immagini dipinte sulla "cassa solenne" (datata 1457), il Codex miraculorum (elenco di miracoli registrato dai notai su richiesta del comune di Cascia, preceduto da una breve biografia scritta dal notaio Domenico Angeli, anch'essa del 1457), e una tela a sei scomparti con episodi della vita (1480 circa). La prima ricostruzione agiografica completa a noi giunta risale soltanto al 1610, ad opera di padre Agostino Cavallucci, agostiniano. Su tale testo si modelleranno tutte le successive biografie della santa. Cavallucci si basò sulla tradizione orale (in particolare quella interna al monastero di Cascia e quella degli abitanti di Roccaporena), e sulle poche fonti iconografiche precedenti, probabilmente servendosi, per il resto, di topoi agiografici consolidati.

### Giovinezza
Il luogo di nascita è concorde per Roccaporena, una frazione montagnosa a circa cinque chilometri da Cascia (provincia di Perugia), all'epoca uno dei castelli ghibellini facenti parte del contado del comune di Cascia. Le date di nascita e morte sono incerte. La data di nascita, in particolare, dipende dall'anno in cui si indica la morte, ovvero il 1447 per alcuni o il 1457 per altri, dopo quarant'anni di vita monacale. Papa Leone XIII, in occasione della canonizzazione di Santa Rita, sostenne le date 1381 e 1457.
Secondo le biografie tradizionali, Rita nacque da Antonio Lotti e Amata Ferri, genitori già anziani, molto religiosi, nominati dal Comune come "pacieri di Cristo" nelle lotte politiche e familiari tra guelfi e ghibellini, e in discrete condizioni economiche, come proprietari di terreni agricoli. I genitori, come era d'uso, la indirizzarono molto presto verso il matrimonio; Rita sposò quindi Paolo di Ferdinando di Mancino (o Mancini), forse un ufficiale della guarnigione di Collegiacone, descritto tradizionalmente come un uomo orgoglioso ed irruente, appartenente alla fazione ghibellina.

### Matrimonio
Le nozze si tennero nella chiesetta di San Montano a Roccaporena. Secondo le agiografie tradizionali, il carattere mite di Rita acquietò, col tempo, lo spirito impulsivo e violento del marito, tanto che questi abbandonò le armi per convertirsi al lavoro presso un mulino da poco accomodato come loro casa. Nacquero due figli (forse gemelli), Giangiacomo Antonio e Paolo Maria.
Dopo alcuni anni di matrimonio, Paolo Mancini venne ucciso — probabilmente da suoi ex-compagni, a causa di rancori passati ed accuse di tradimento — mentre rincasava in piena notte. Tuttavia, Rita non serbò odio, anzi perdonò gli assassini e pregò anche per i suoi due figli che, come era costume del tempo, probabilmente stavano pensando alla vendetta. I due figli, da lì a breve, morirono di malattia, quasi contemporaneamente. Si dice che la Santa pregò Dio per la morte dei suoi figli così che non avessero a sporcarsi le mani del sangue degli assassini del padre.

### Monaca agostiniana

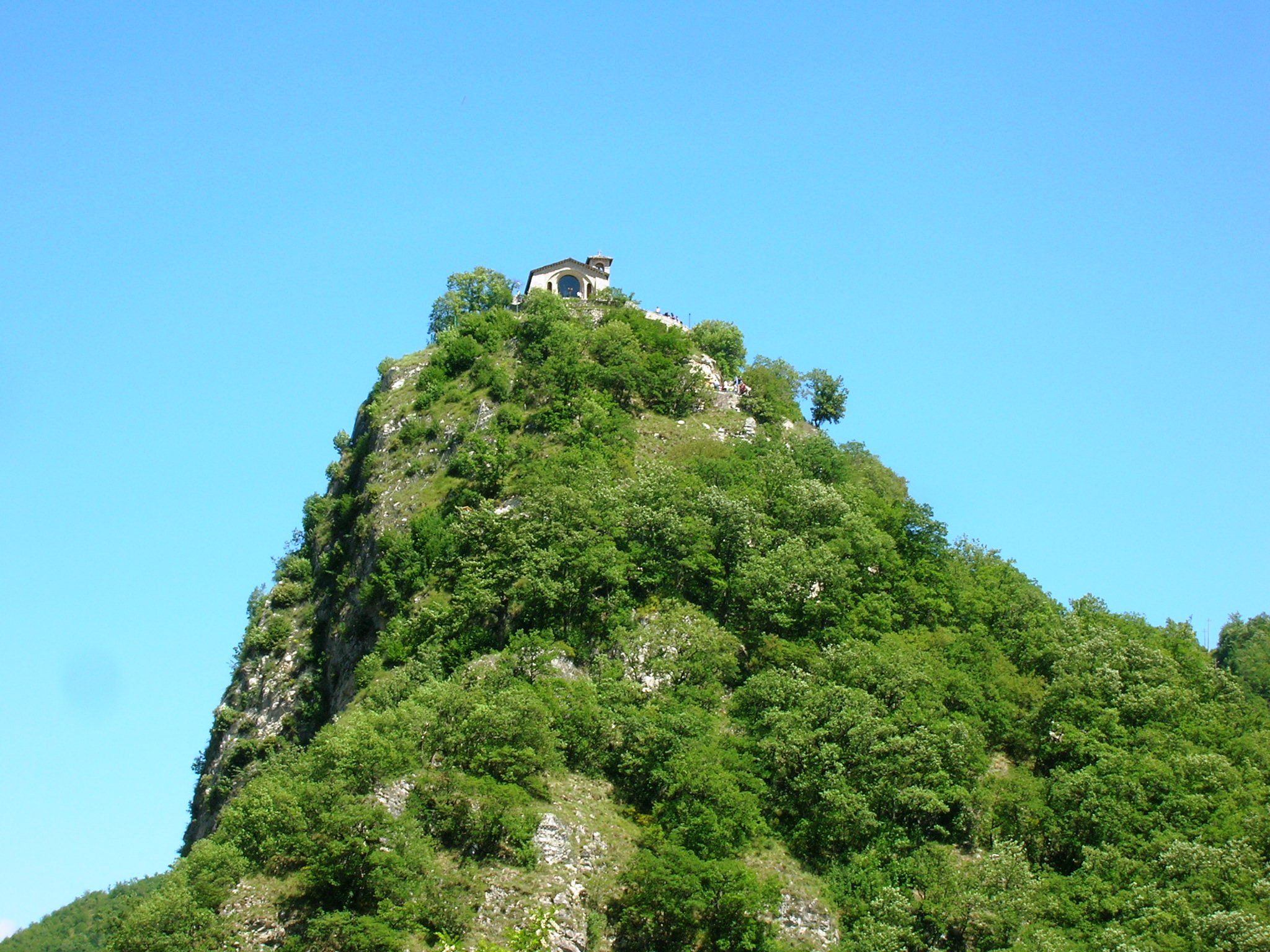
Lo "scoglio" di Roccaporena.

Abbandonata anche dai parenti del marito, Rita decise di prendere i voti ed entrare nel monastero agostiniano di Santa Maria Maddalena, a Cascia. Chiese per tre volte inutilmente il noviziato, che le venne rifiutato per ragioni non chiare; alcuni biografi pensano che rappresentasse un ostacolo la presenza di una parente del marito tra le monache, rancorosa poiché non fu vendicato. Tuttavia, con tenacia, fede e preghiera, Rita convinse la famiglia Mancini ad abbandonare ogni proposito di vendetta. Dopo aver riconciliato i Mancini con le fazioni degli assassini, Rita riuscì ad entrare in monastero intorno al 1407. Secondo la tradizione agiografica che si rifà alla biografia di Cavallucci, Rita, in piena notte, venne portata in volo dal cosiddetto "scoglio" di Roccaporena (altura dove andava spesso a pregare) fino dentro le mura del monastero di Cascia dai suoi tre santi protettori (Agostino, Giovanni Battista e Nicola da Tolentino, quest'ultimo canonizzato soltanto nel 1446).
Sempre secondo Cavallucci, la badessa del monastero mise a dura prova la vocazione e l'obbedienza di Rita, facendole annaffiare un arbusto di vite secco, presente nel chiostro del monastero. Il legno, dopo un po' di tempo, riprese vita e dette frutto. Nello stesso chiostro, oggi, è presente una vite risalente al XIX secolo. Durante i quarant'anni di vita monacale, Rita non solo si dedicò alla preghiera, a penitenze e a digiuni nel monastero, ma uscì spesso per andare in servizio a poveri e ammalati di Cascia.

### La spina sulla fronte

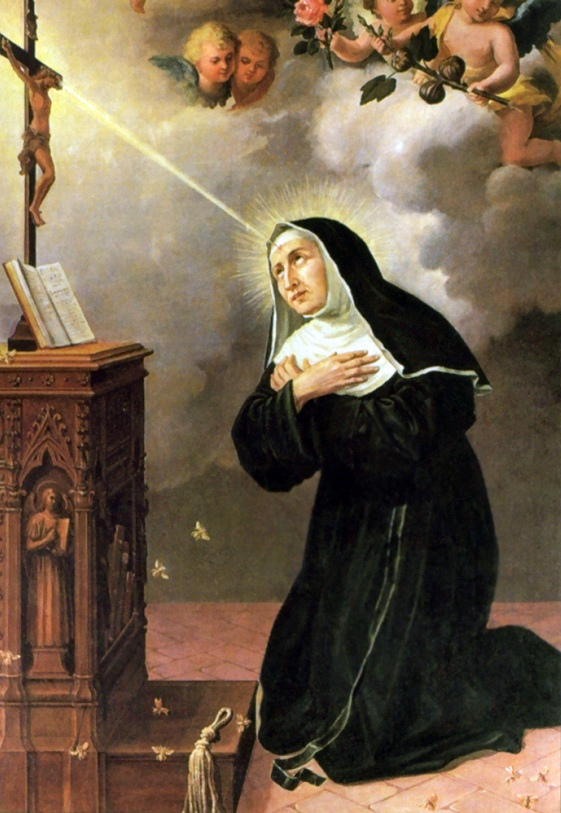
Santa Rita riceve la spina. Quadro conservato nella Cappella del Monastero delle Agostiniane di Cascia

Secondo la tradizione devozionale, la sera del Venerdì Santo 18 aprile 1432 (o 30 marzo 1442 secondo un'altra tradizione), ritiratasi in preghiera per la Passione di Gesù, dopo aver ascoltato la predica di fra' Giacomo della Marca, avrebbe ricevuto una spina dalla corona del Crocifisso, che le si sarebbe conficcata in fronte. L'evento è uno dei pochi della vita della monaca esplicitamente ricordato nell'iconografia quattrocentesca pervenutaci e nel breve testo dipinto sulla "cassa solenne" (1457), nel quale si legge "quindici anni la spina patisti".

### Il viaggio a Roma
La stigmata sulla fronte e la precaria salute la obbligavano a non spostarsi da Cascia. Tuttavia, si narra che nel 1446 volle partire per Roma, per assistere alla canonizzazione del predicatore agostiniano Nicola da Tolentino. La badessa era contraria per via della ferita purulenta sulla fronte, ma essa scomparve il giorno prima del pellegrinaggio, così che Rita poté partire. Al ritorno da Roma, però, la stigmata ricomparve.

### Gli ultimi giorni
Rita rimase malata a letto per molto tempo. Secondo la tradizione devozionale seicentesca, nell'inverno prima di morire Rita mandò sua cugina a prendere una rosa e due fichi nel suo orto a Roccaporena. La cugina, incredula, pensava che delirasse, ma effettivamente trovò tra la neve la rosa rossa e i fichi richiesti, segni interpretati come la salvezza e il candore dell'anima di suo marito e dei suoi figli. Inoltre, la tradizione seicentesca lega strettamente Rita alle api, e dice che come apparvero api bianche sulla sua culla, così apparvero api nere sul suo letto di morte.
Sulla base di questi racconti, le api, le rose e la spina sono diventati gli attributi iconografici più frequenti della Santa.
La monaca agostiniana si spense la notte del 22 maggio 1447 (o, per Papa Leone XIII e per altri, 1457).

### Il culto e la canonizzazione
Il suo corpo venne collocato dapprima in una cassa semplice, detta "cassa umile", e non fu mai inumato a causa dell'immediata devozione dalla quale venne investito. I primi miracoli vennero registrati dai notai nel Codex miraculorum (Codice dei miracoli) a partire dal 1457 e fino al 1563 (in totale, quarantasei miracoli). In seguito a un incendio che nel 1457 danneggiò la "cassa umile", venne realizzata la cosiddetta "cassa solenne", decorata con immagini della Santa e con un breve testo in dialetto casciano quattrocentesco che riassume gli ultimi anni della sua vita. La cassa è ancora oggi conservata nella cella dove morì, nella parte antica del monastero di Cascia. Nel 1743 la salma fu traslata in un'urna in stile barocco, e nel 1947 nell'attuale teca di vetro all'interno della basilica.

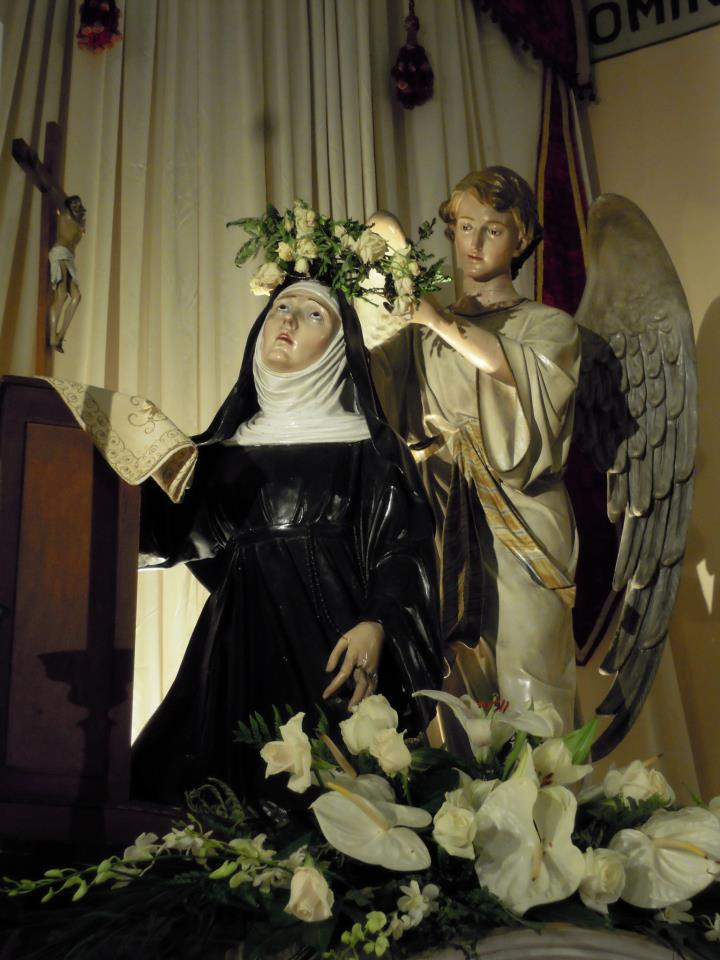
Santa Rita venerata a Paternò

La venerazione di Rita da Cascia da parte dei fedeli iniziò subito dopo la sua morte e fu caratterizzata dall'elevato numero e dalla qualità degli eventi prodigiosi, riferiti alla sua intercessione, tanto che acquisì l'allocuzione di "santa degli impossibili". La sua beatificazione avvenne, però, dopo varie vicissitudini, soltanto nel 1626, 180 anni dopo la sua morte, durante il pontificato di Urbano VIII, già vescovo di Spoleto, grazie al forte interessamento del cardinale Fausto Poli, suo stretto collaboratore. Leone XIII, nel 1900, la canonizzò.
La Chiesa cattolica, ai fini della canonizzazione, richiede il riconoscimento di due miracoli. Nel caso di santa Rita, si tratta della guarigione, ritenuta miracolosa, di Elisabetta Bergamini, una bambina che stava per perdere la vista a causa del vaiolo. La seconda guarigione, ritenuta miracolosa, riguardò Cosmo Pellegrini, un anziano sarto di Conversano affetto da una gravissima forma di gastroenterite cronica: quest'ultimo, prima di recuperare improvvisamente la salute nel 1887, dopo aver ricevuto l'estrema unzione, avrebbe avuto una visione della santa. A questi episodi si aggiunse il gradevole e inspiegabile profumo che emanava dai resti del corpo della santa.
I credenti suoi devoti la chiamano "santa degli impossibili", perché dal giorno della sua morte sarebbe "scesa" al fianco dei più bisognosi, realizzando per loro miracoli prodigiosi, eventi altrimenti ritenuti irrealizzabili. La devozione popolare cattolica per santa Rita è tuttora una delle più diffuse al mondo e, fin dal 1600 e per opera degli agostiniani, è particolarmente radicata, oltre che in Italia, in Spagna, Portogallo e America Latina.
È fra i santi invocati dagli studenti, soprattutto prima degli esami.

### Il corpo

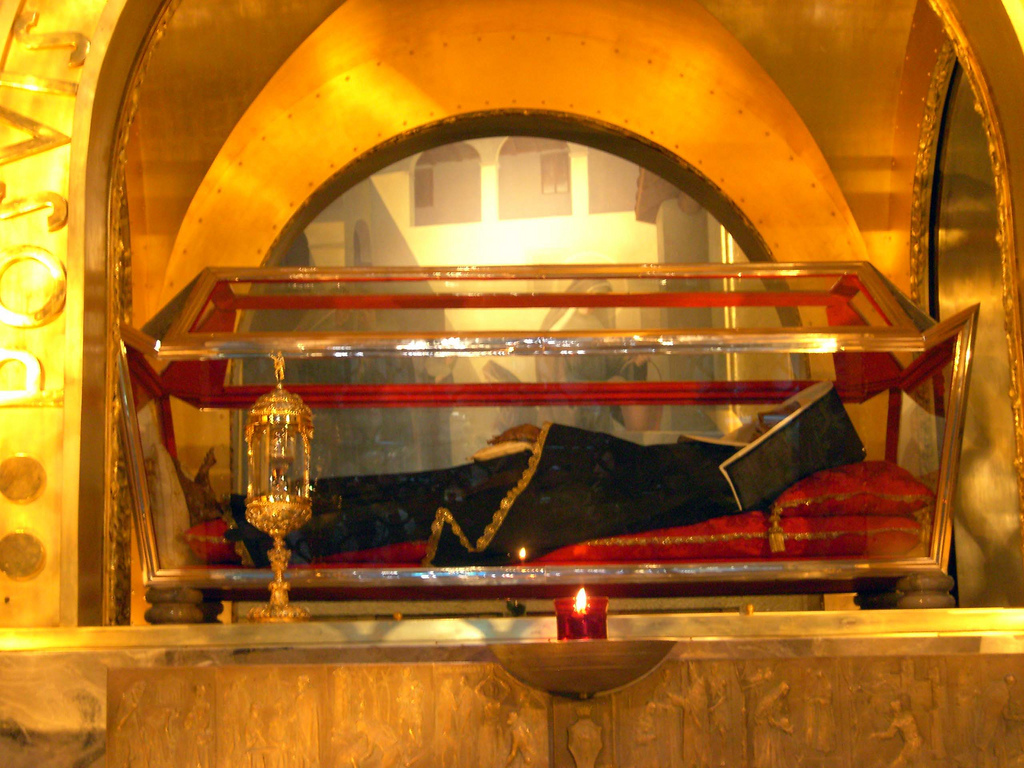
Il corpo di santa Rita a Cascia nell'urna

I resti della santa sono conservati a Cascia, all'interno della basilica di Santa Rita, facente parte dell'omonimo santuario e fatta erigere tra il 1937 e il 1947. Il corpo è rivestito dall'abito agostiniano cucito dalle monache del monastero, come voluto dalla badessa Maria Teresa Fasce, e posto in una teca all'interno della cappella in stile neobizantino.

Ricognizioni mediche effettuate nel 1972 e nel 1997 hanno confermato la presenza, sulla zona frontale sinistra, di tracce di una lesione ossea aperta, dovuta forse a osteomielite, mentre il piede destro mostra segni di una malattia di cui avrebbe sofferto negli ultimi anni di vita, probabilmente una sciatalgia. Era alta 1 metro e 57 cm. Il viso, le mani e i piedi sono mummificati; il resto del corpo, coperto dall'abito agostiniano, è in forma di semplice scheletro.

### La cassa solenne
Fino al 1745 il corpo della santa fu custodito in un sarcofago ligneo conosciuto come "cassa solenne", costruito da Cesco Barbari e dipinto da Antonio da Norcia. Tale cassa costituisce una fonte preziosa di informazioni certe sulla vita della santa, a motivo della sua antichità: è stata realizzata, infatti, proprio nel 1457, poco dopo la morte della santa, ed è perciò una delle testimonianze dirette sulla santa.
Nella parte esposta alla venerazione si presenta un trittico in pittura policroma: al centro Cristo, morto ma ritto a mezzo busto dal sepolcro aperto, recante i segni della passione; a sinistra Maria Maddalena, titolare del monastero; a destra la figura di Rita (è la sua più antica raffigurazione), vestita dell'abito religioso, con il volto un po' rugato e una ferita rossa al centro della fronte; con la destra sollevata verso Cristo mostra la spina della sua passione, mentre con la sinistra regge una corona di dodici grani scuri, testimonianza della sua devozione mariana.
Sul coperchio si presenta la raffigurazione di Rita distesa, totalmente avvolta dal mantello, con le mani incrociate sul grembo, ma con un volto a cui la morte non ha tolto né l'espressione di pace né il rosso della ferita, quasi volendo trasmettere la convinzione di trovarsi davanti a chi gode di un solo momentaneo riposo.
Accanto al cuscino su cui poggia nella raffigurazione il capo della santa, si trova un epitaffio in dialetto casciano, preziosissimo a livello biografico: 

### Curiosità
Santa Rita da Cascia è risultata la santa più invocata sui social network per ottenere una guarigione miracolosa dal Covid-19.

## Simbologia[20][21]
- La rosa

Negli ultimi mesi della sua vita, nell'inverno del 1456, santa Rita, malata e impossibilitata a spostarsi, chiese a una sua parente che venne a farle visita di portarle dei fichi e una rosa dalla casa paterna, per farne dono alle consorelle: la richiesta parve alla parente frutto del delirio a causa della stagione, ma una volta rincasata trovò esattamente ciò che Rita aveva chiesto e tornò da lei.
- Le api

In un episodio della sua infanzia alcune api circondarono la sua culla senza nuocerle, un contadino ferito in cerca di aiuto le passò vicino e vide le api che ronzavano vicino alle labbra della santa, temendo che potessero pungerla cercò di mandarle via e in quel momento venne guarito.
- La vite

Alla novizia Rita venne chiesto di annaffiare ogni giorno e per un anno una vite ormai secca presente nel monastero, per obbedienza: con il tempo la pianta riprese prodigiosamente a vivere.
- La spina

Il desiderio di essere compartecipe ai dolori di Cristo crocifisso fu esaudito: mentre pregava davanti al Crocifisso, dalla corona di spine di Gesù se ne staccò una, che si conficcò nella fronte di Rita, provocandole una ferita che mai si rimarginò. Questo episodio può essere rappresentato anche con gli attributi della piaga sulla fronte, del crocifisso e della corona di spine.
- L'anello nuziale e il rosario

All'interno della cella di santa Rita si trovano ancora il suo anello nuziale ed il suo rosario.

## Riti in onore della santa

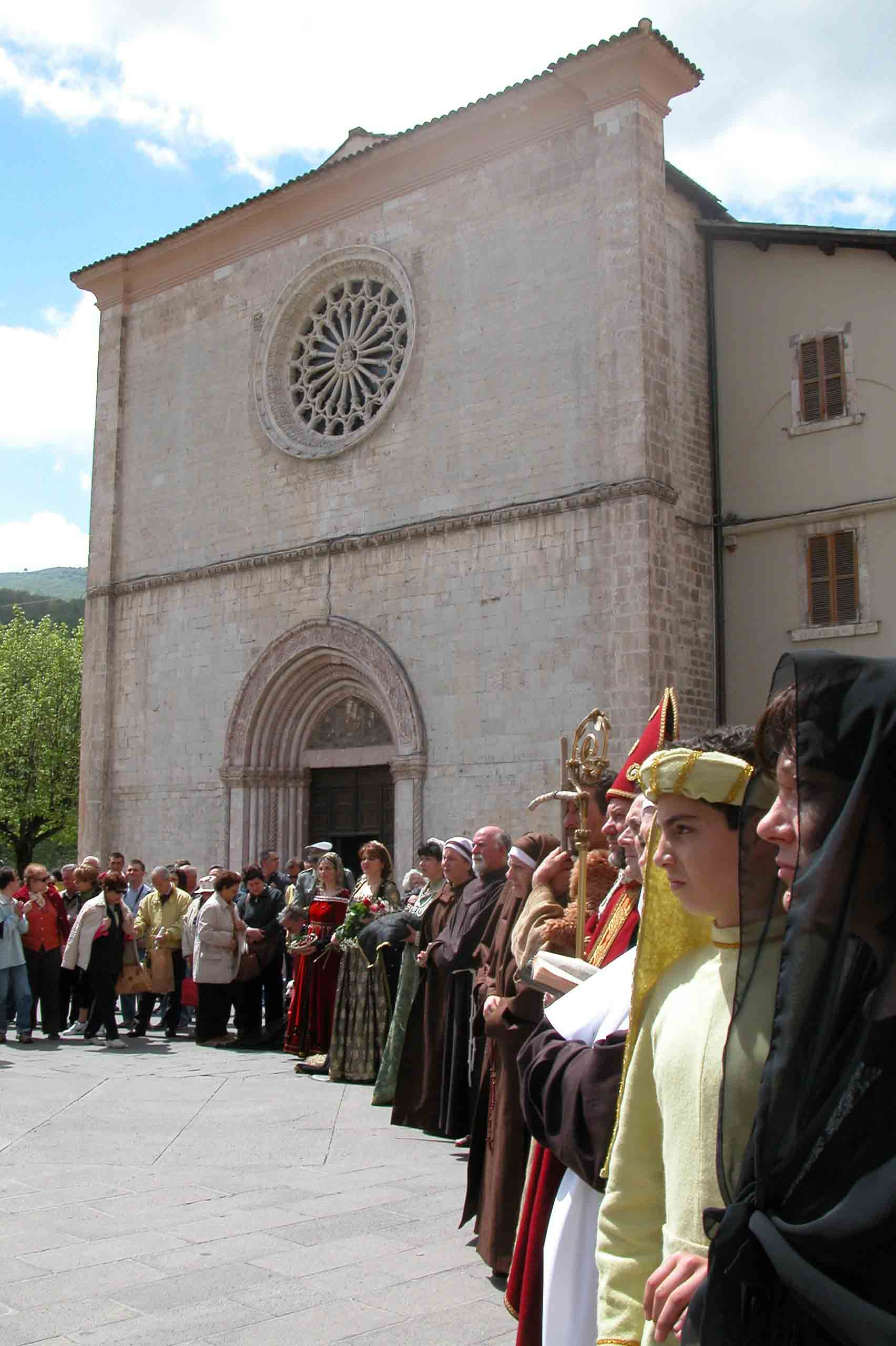
Corteo storico di Santa Rita a Cascia

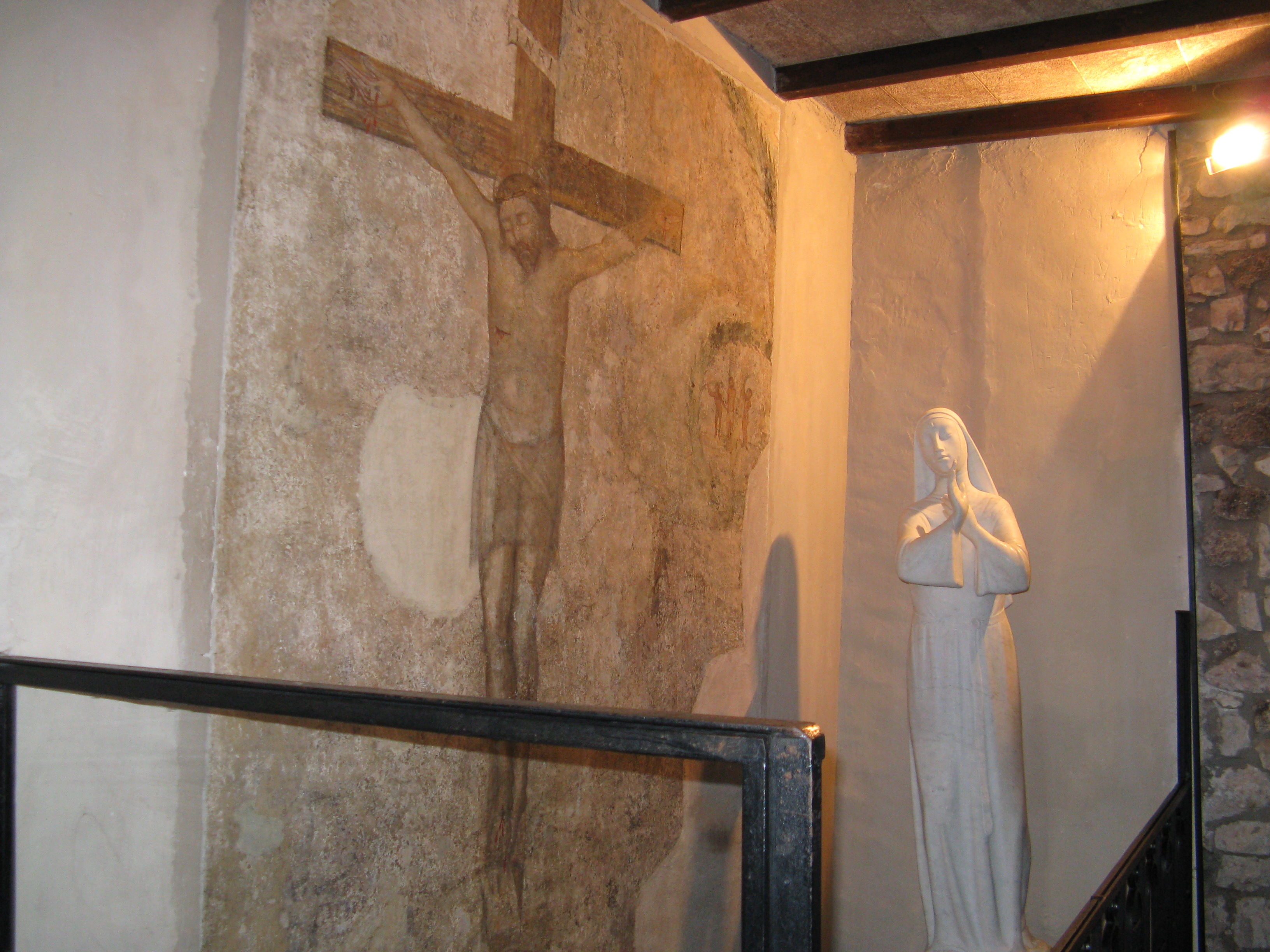
Crocifisso dinanzi al quale, secondo una tradizione, santa Rita si ritrovò stimmatizzata

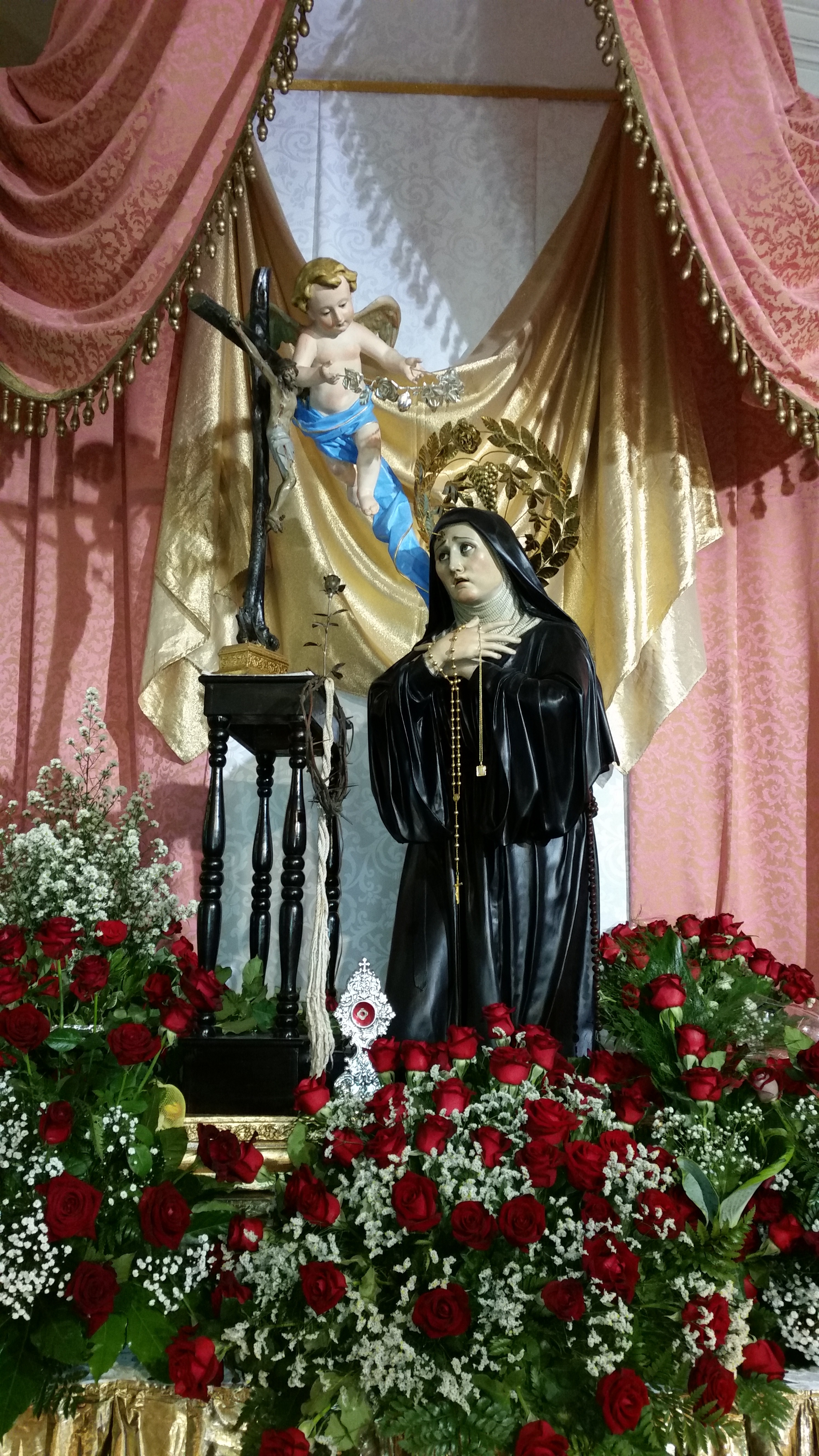
Simulacro di S. Rita da Cascia venerato in Avellino

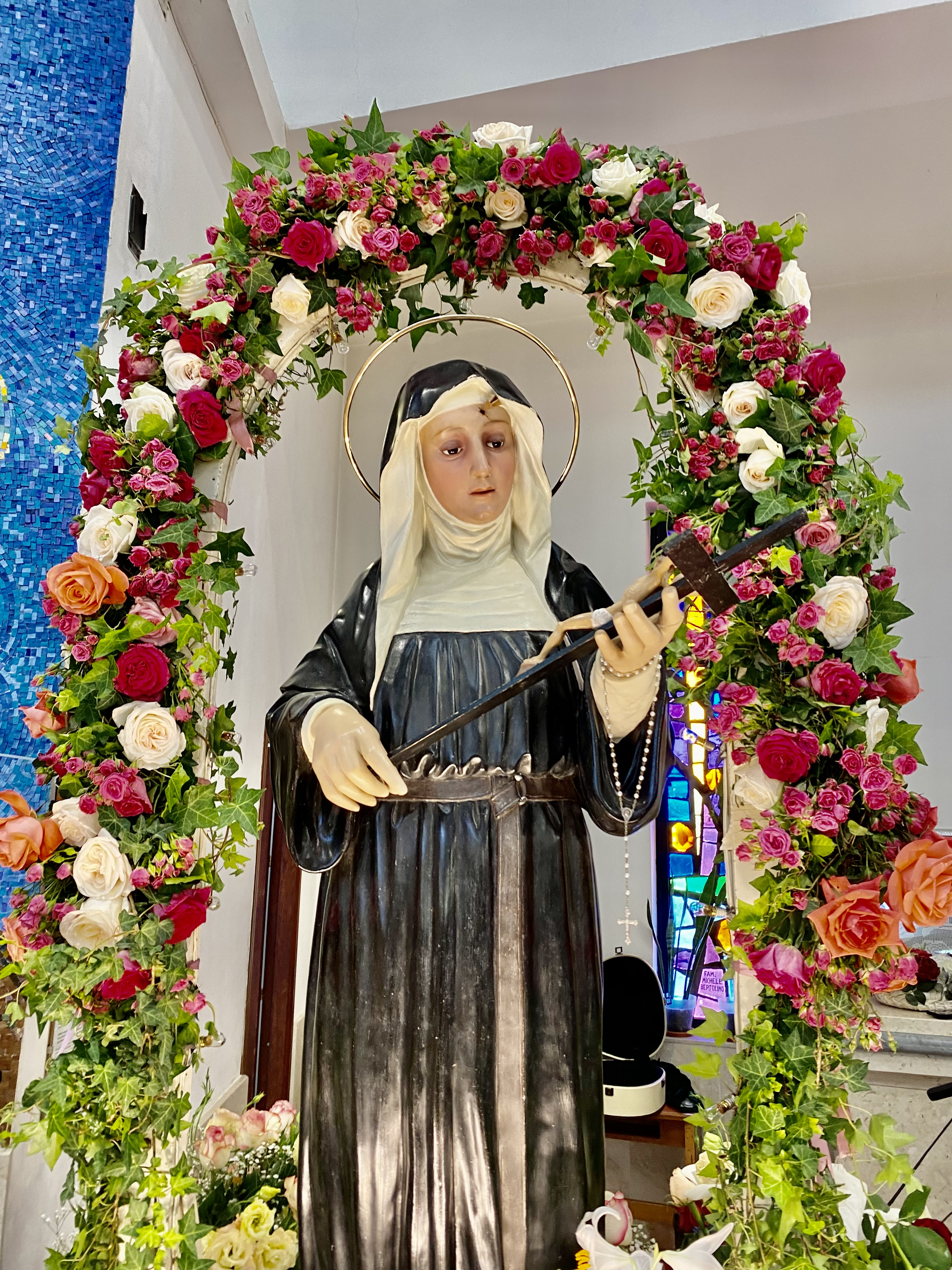
Simulacro di Santa Rita a Castellammare del Golfo

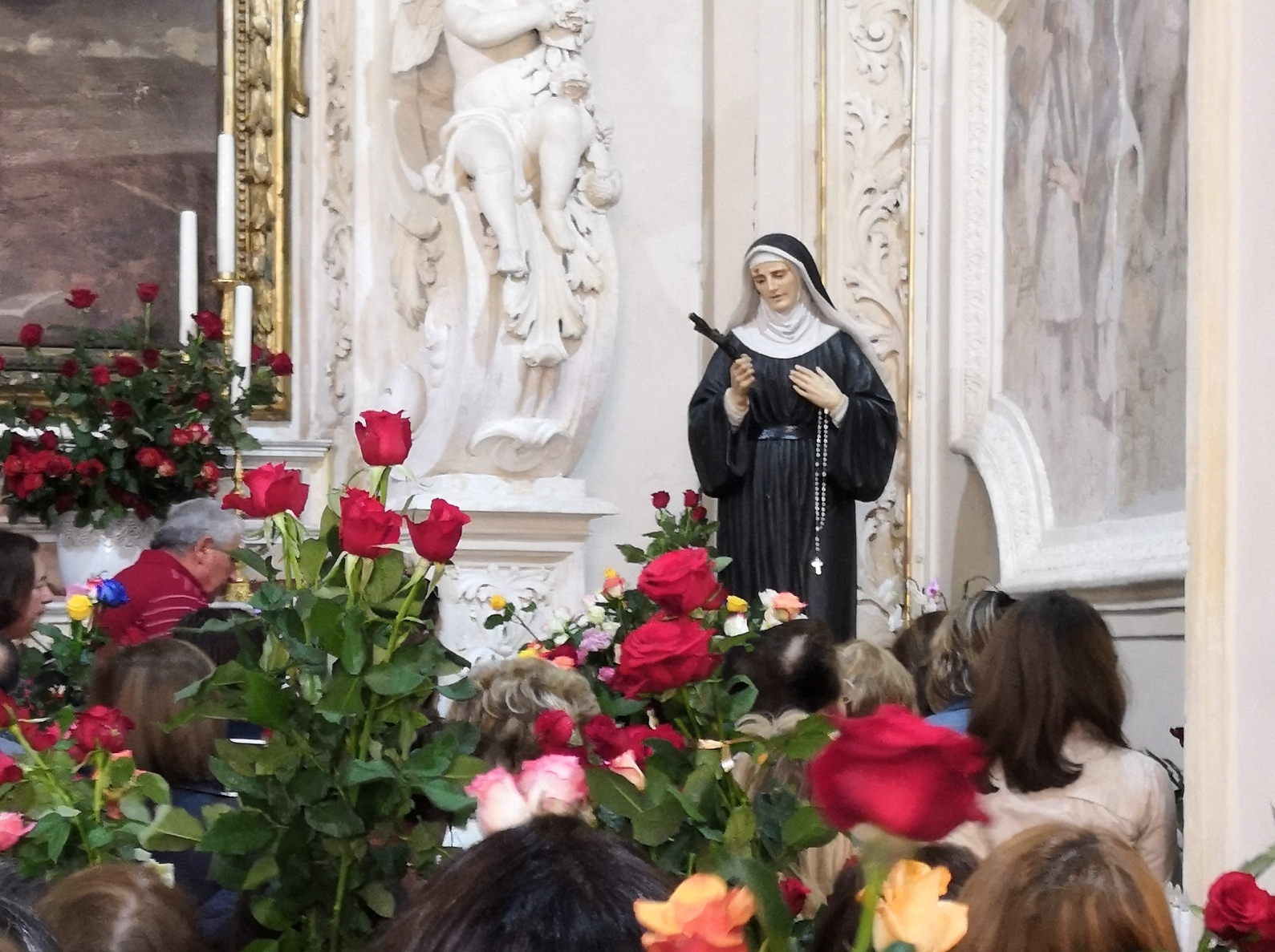

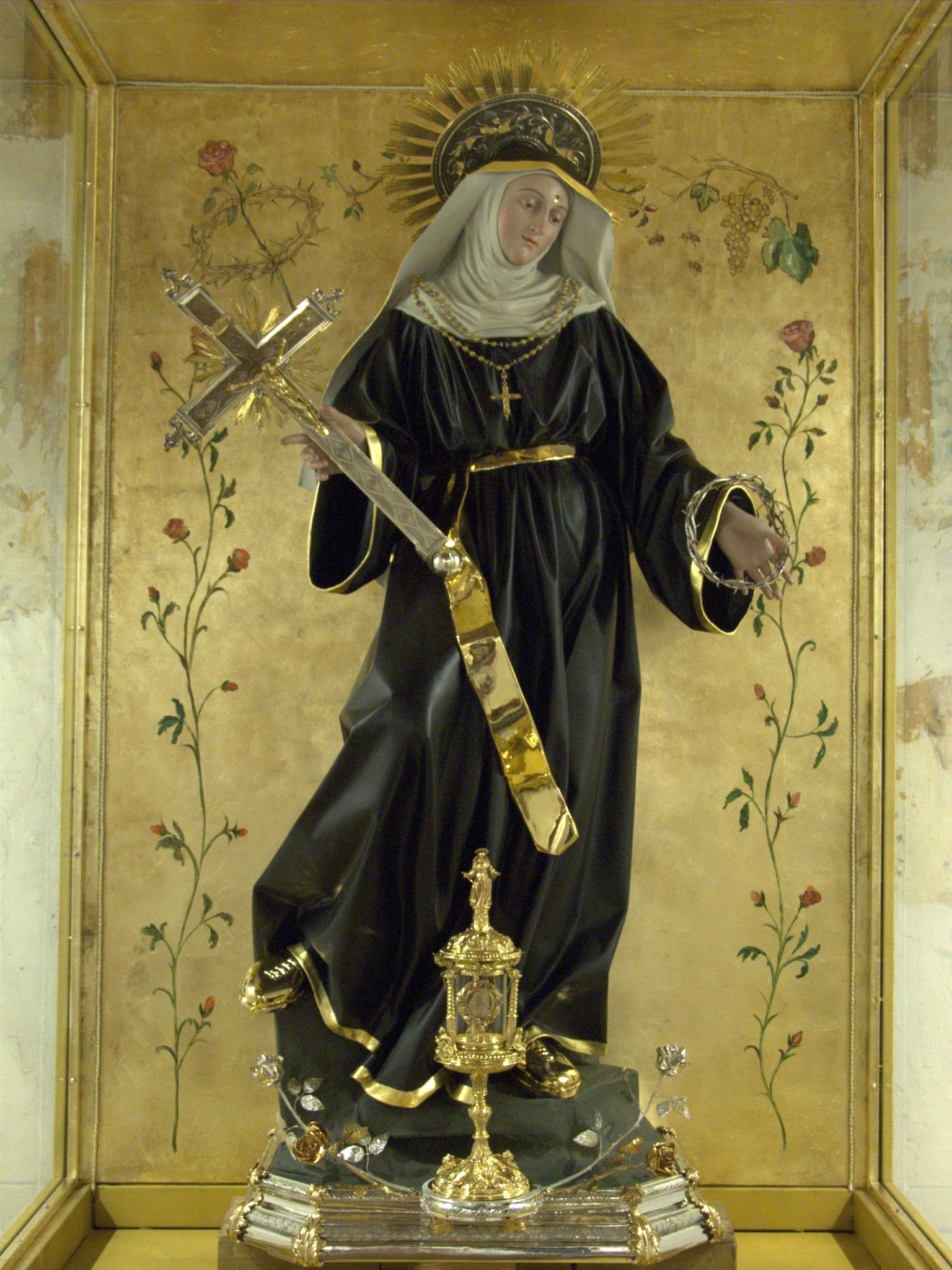
Simulacro di santa Rita da Cascia venerato nella chiesa madre di San Giovanni La Punta

Al culto di santa Rita è legato il sacramentale delle rose benedette. Tale devozione è ispirata alla leggenda del roseto del giardino dei suoi genitori fatto miracolosamente fiorire dalla santa d'inverno, nel gennaio 1457, mentre era malata in monastero. Il rito, celebrato il 22 maggio, consiste nella benedizione da parte del sacerdote delle rose presentate dai devoti, i quali portano i fiori benedetti a casa come segno del patrocinio della santa.

## Filmografia e teatro
Il primo film realizzato su questa figura religiosa data al 1943, a firma di Antonio Leonviola, interpretato da Elena Zareschi. Il film è in bianco e nero, realizzato a Cascia e a Roccaporena con il contributo della popolazione locale in veste di figuranti e comparse.
Nel 1967 l'attore Paolo Poli scrive e interpreta una pièce teatrale in due atti intitolata Rita da Cascia, in cui rielabora la vita della santa.
Nel 1994-1996, su impulso del santuario di Cascia, viene prodotto il documentario scritto e diretto da Francesco Ferrari, dal titolo Rita, la santa di Cascia: un mirabile cammino di fede.
Si ricorda infine la recente mini-serie televisiva Rita da Cascia (2004), diretta da Giorgio Capitani e interpretata da Vittoria Belvedere.

## Opere musicali

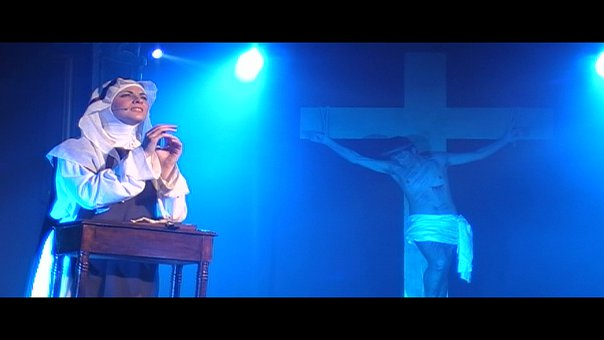
Una scena del musical

- Su santa Rita da Cascia è stato realizzato un musical dal titolo Rita, una rosa tra le spine da parte del gruppo teatrale "Madre Teresa" di Campofranco (CL). L'autore, don Vincenzo Giovino, iniziò a lavorare allo spettacolo nel 2007. Il musical è strutturato in due tempi, definendo la vita della Santa prima e dopo l'entrata in convento. Ogni tempo è suddiviso in quadri che raccontano le fasi della sua storia, evidenziando la figura del marito, dei figli e, presenza costante e vicina a Rita sposa e suora, della cugina Lapa. I ventisette brani che costituiscono il musical sono intercalati dalla figura di un menestrello che racconta in prosa alcuni passaggi chiave della vita della Santa. Durante la rappresentazione, nei momenti più difficili della Santa, interverrà il "Balletto dell'Arcobaleno", simbolo di speranza, inno alla natura e richiamo di Dio alla vita.[24]
- La Messa di santa Rita da Cascia per soli, coro, orchestra è stata commissionata dal monastero di Santa Rita e dal santuario al compositore di musica sacra Mauro Zuccante in occasione del centenario della canonizzazione di santa Rita. Lo stile della composizione esprime la grande devozione nella bellezza della sua semplicità. I modelli cui si ispira sono da ricercarsi tra le forme della musica religiosa popolare dal medioevo portata ai nostri giorni. La messa si basa sulla composizione di una falsariga di una lauda polifonica rinascimentale e di un antico inno ambrosiano. Il compact disc della messa, eseguita per la prima volta nella basilica di Cascia il 22 maggio 1999 dal Coro Polifonico della città di Tolentino è acquistabile a Cascia; il ricavato si usa per scopi benefici.
- Il nome del gruppo rock romano Santarita Sakkascia richiama quello della santa umbra.

## La statua colossale

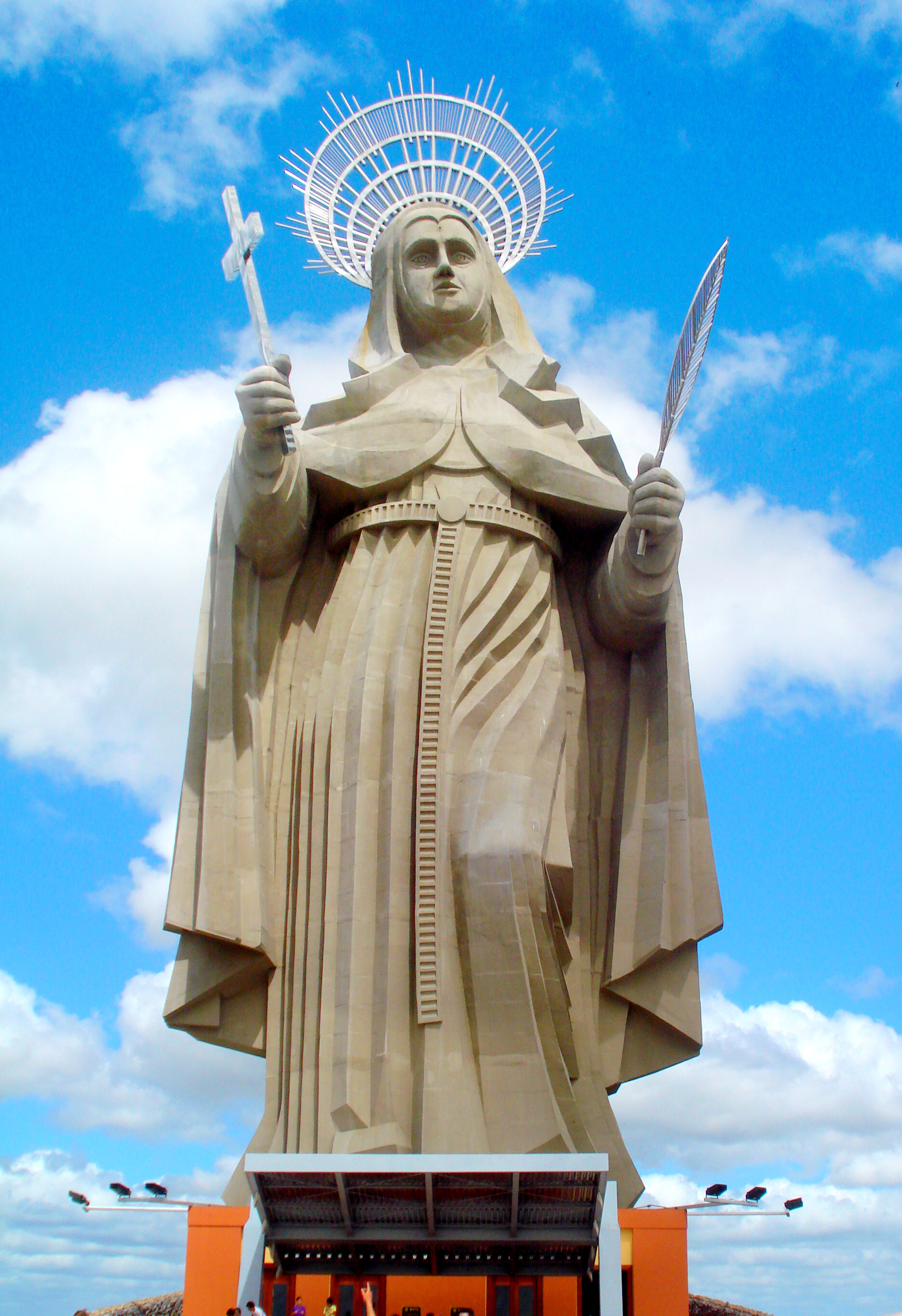
La statua colossale di Santa Rita

Il 27 giugno 2010 nelle vicinanze della città di Santa Cruz, in Brasile, è stata inaugurata la statua religiosa cattolica più grande al mondo; è dedicata alla santa umbra Rita da Cascia. È alta 56 metri, 18 in più del Cristo redentore del Corcovado di Rio de Janeiro, che in precedenza deteneva il record d'altezza. La cittadina brasiliana, ora, sta organizzando anche un centro informativo sulla religiosa di Cascia. La città organizza il 22 maggio una grande festa dedicata alla Santa. Ad essa partecipano circa 60 000 persone provenienti da ogni angolo del Brasile.